# Letiště Aberdeen
Letisko Aberdeen (gaalsky: Port-adhair Obar Dheathain) (kód IATA: ABZ, kód ICAO: EGPD) je mezinárodní letiště, které leží v Dyce – předměstí Aberdeenu ve Skotsku. Od centra Aberdeenu je vzdáleno 9,3 km severozápadně. V roce 2011 letiště přepravilo kolem 3,1 milionu cestujících, což je oproti roku 2010 nárůst o 11,5%. Jde o 14. nejrušnější letiště Spojeného království. V roce 2011 bylo také druhým nejrušnějším letištěm Skotska a šestým nejrušnějším Británie podle počtu pravidelných linek.